# Vojtech Antal
Vojtech Antal (28. srpna 1910 Hrušov[kde?] – 18. září 1990 Banská Bystrica
) byl slovenský a československý politik Komunistické strany Slovenska a poúnorový poslanec Národního shromáždění ČSSR a Sněmovny lidu Federálního shromáždění.

## Biografie
Účastnil se Slovenského národního povstání. Peter Jilemnický ho ztvárnil ve svém románu Kronika jako postavu Gondáše. Absolvoval Státní horárskou školu v Liptovském Hrádku a Vysokou školu lesnickou a dřevařskou ve Zvoleně. Působil pak jako ředitel lesních závodů na různých místech Slovenska. V letech 1956–1960 byl ředitelem Krajské správy lesů v Banské Bystrici a v letech 1960–1972 ředitelem Státních lesů v Banské Bystrici.
Ve volbách roku 1964 byl zvolen za KSS do Národního shromáždění ČSSR za Středoslovenský kraj. V Národním shromáždění zasedal až do konce volebního období parlamentu v roce 1968.
K roku 1968 se profesně uvádí jako podnikový ředitel z obvodu Brezno.
Po federalizaci Československa usedl roku 1969 do Sněmovny lidu Federálního shromáždění (volební obvod Brezno), kde setrval do konce volebního období, tedy do voleb v roce 1971.